# جنیفر لوپز تقدیم می‌کند: آنطور که یک زن دل می‌بازد
جنیفر لوپز تقدیم می‌کند: آنطور که یک زن دل می‌بازد (انگلیسی: Jennifer Lopez Presents: Como Ama una Mujer) یک مینی‌سریال پنج قسمته بر اساس اشعار آلبوم جنیفر لوپز، آنطور که یک زن دل می‌بازد (۲۰۰۷) است. این مجموعه در پاییز ۲۰۰۷ در شبکه یونیویزیون پخش شد.